# Guevenatten
Guevenatten (tiếng Đức: Gewenatten) là một xã thuộc tỉnh Haut-Rhin trong vùng Grand Est, đồng bắc Pháp. Xã này có diện tích 2,15 km², dân số năm 1999 là 140 người. Khu vực này có độ cao trung bình 315 mét trên mực nước biển.